# Tour du Belvédère

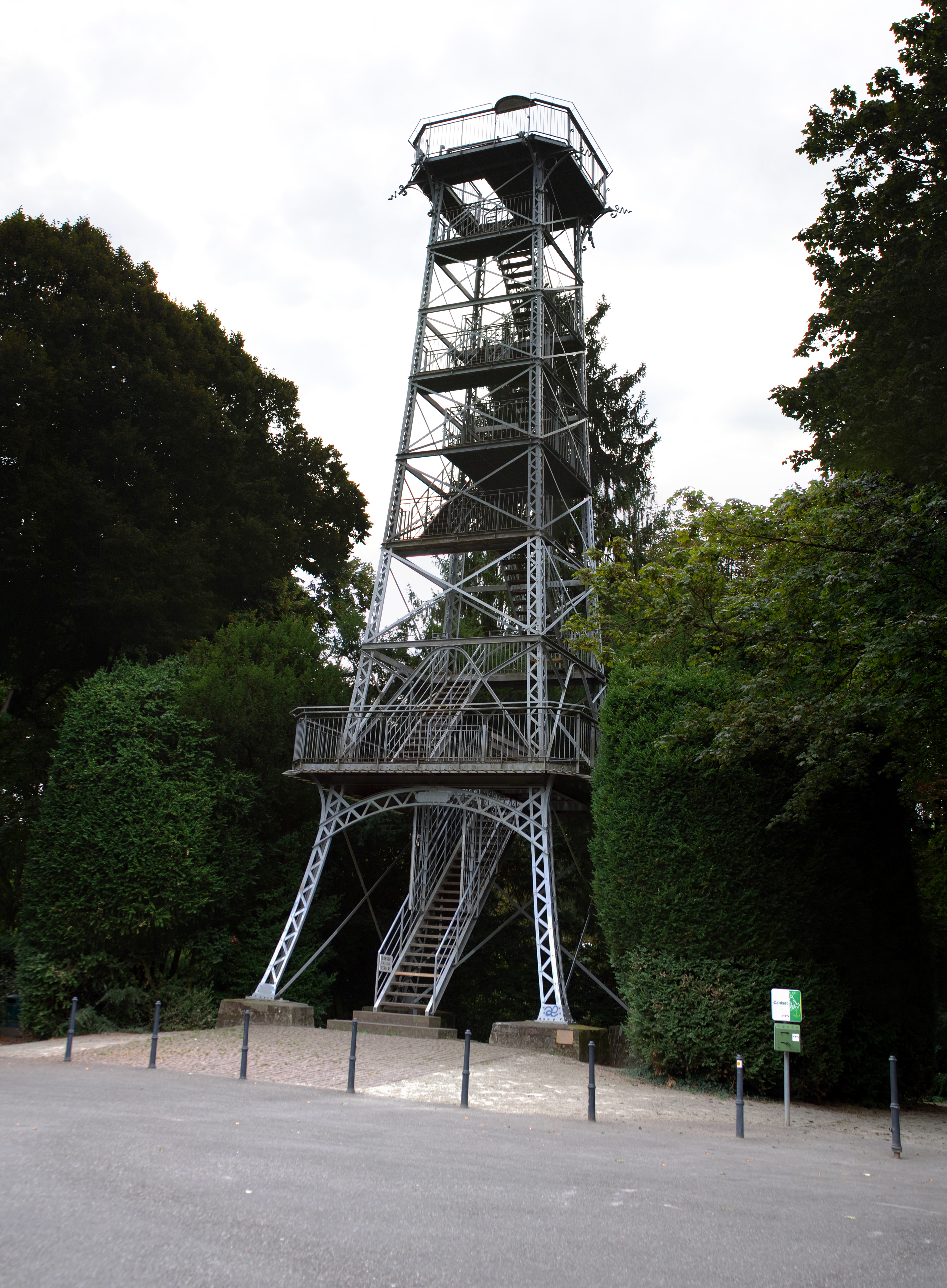
Tour du Belvédère

Die Tour du Belvédère ist ein 1898 auf dem 333 m hohen Schoffberg (franz. Belvédère)  bei Mülhausen im Elsass errichteter 20 Meter hoher Aussichtsturm in Stahlfachwerkbauweise.
Der von der ehemaligen Freiburger Fa. Ph. Ant. Fauler erbaute Turm erinnert in seiner Ausführung an den Eiffelturm – mehr als z. B. der von derselben Fa. erbaute ähnliche Turm auf dem Hochblauen im auf der anderen Rheinseite dem Elsass gegenüberliegenden südlichen Schwarzwald oder der Roßkopfturm bei Freiburg im Breisgau.